# Nabil Jeffri
Nabil Jeffri (Kuala Lumpur, 24 ottobre 1993) è un ex pilota automobilistico malese, ha preso parte alla 24 Ore di Le Mans 2018.

## Carriera

### Kart
Nato a Kuala Lumpur, Jeffri inizia la sua carriera sui kart nel 2008, finendo terzo nel Rotax Max Challenge Malaysia - Junior.

### Formule minori
Jeffri debutta nelle monoposto nel 2010, gareggiando nel campionato Formula BMW Pacific e finendo al quinto posto in classifica generale. Nella stagione 2011 passa alla serie JK Racing Asia Series con il team Mofaz racing, con cui ottiene una vittoria e il terzo posto in campionato. Nella successiva stagione 2012 continua nella categoria ma passa al team EuroInternational. Ottiene 4 vittorie e riesce a conquistare il secondo posto in classifica generale.

### Formula 3
Nella stagione 2013 Jeffri partecipa alla F3 tedesca con lo stesso team. Non va oltre l'ottavo posto in campionato con 79 punti.
Nella stagione 2014 continua nella categoria passando al team Motopark Academy. Si rivela essere una stagione molto migliore della precedente, in cui ottiene sedici podi e due vittorie classificandosi al secondo posto in classifica.
Nel 2015 sale di categoria passando alla F3 europea, ma ottiene soltanto 2 punti nell'intera stagione con il team Motopark.

### GP2 Series/Formula 2
Nel 2016 Jeffri approda in GP2 Series con il team Arden. Ottiene un piazzamento a punti nell'intero campionato si ferma al 22º posto in classifica generale.
Riesce comunque a continuare nella categoria nel 2017 passando al team Trident. Anche in questa stagione non ottiene risultati di rilievo fermandosi a 2 punti ottenuti nella Feature Race di Jerez.

## Risultati

### Riassunto della carriera
| Stagione | Campionato               | Team                               | Gare | Vittorie | Pole | Gpv | Podi | Punti | Pos. |
| -------- | ------------------------ | ---------------------------------- | ---- | -------- | ---- | --- | ---- | ----- | ---- |
| 2010     | Formula BMW Pacific      | Eurasia Motorsport                 | 15   | 0        | 0    | 0   | 0    | 83    | 5º   |
| 2011     | JK Racing Asia Series    | Mofaz Racing                       | 18   | 1        | 0    | 1   | 10   | 186   | 3º   |
| 2012     | JK Racing Asia Series    | EuroInternational                  | 16   | 4        | 4    | 6   | 11   | 223   | 2º   |
| 2013     | F3 tedesca               | EuroInternational                  | 25   | 0        | 0    | 0   | 0    | 79    | 8º   |
| 2014     | F3 tedesca               | Motopark                           | 23   | 2        | 3    | 3   | 16   | 277   | 2º   |
| 2015     | F3 europea               | Motopark                           | 33   | 0        | 0    | 0   | 0    | 2     | 25º  |
| 2015     | Masters di Formula 3     | Motopark                           | 1    | 0        | 0    | 0   | 0    | N.A.  | 5º   |
| 2016     | GP2 Series               | Arden International                | 22   | 0        | 0    | 0   | 0    | 2     | 22º  |
| 2017     | Formula 2                | Trident                            | 22   | 0        | 0    | 0   | 0    | 2     | 23º  |
| 2017–18  | Asian Le Mans Series     | Eurasia Motorsport                 | 1    | 0        | 1    | 0   | 1    | 16    | 8º   |
| 2018     | 24 Ore di Le Mans - LMP2 | Jackie Chan DC Racing              | 1    | 0        | 0    | 0   | 0    | N/A   | 4º   |
| 2018–19  | WEC - LMP2               | Jackie Chan DC Racing              | 5    | 1        | 1    | 0   | 4    | 98    | 4º   |
| 2018–19  | Asian Le Mans Series     | Jackie Chan DC Racing X Jota Sport | 1    | 0        | 0    | 0   | 0    | 0     | 10º  |

### Risultati in GP2 Series
(legenda) (Le gare in grassetto indicano la pole position) (Le gare in corsivo indicano Gpv)
| Stagione | Team                | 1          | 2          | 3           | 4          | 5           | 6         | 7           | 8          | 9          | 10         | 11         | 12         | 13         | 14          | 15         | 16         | 17         | 18         | 19         | 20          | 21          | 22         | Punti | Pos |
| -------- | ------------------- | ---------- | ---------- | ----------- | ---------- | ----------- | --------- | ----------- | ---------- | ---------- | ---------- | ---------- | ---------- | ---------- | ----------- | ---------- | ---------- | ---------- | ---------- | ---------- | ----------- | ----------- | ---------- | ----- | --- |
| 2016     | Arden International | CAT FEA 19 | CAT SPR 18 | MON FEA Rit | MON SPR 17 | BAK FEA Rit | BAK SPR 7 | RBR FEA Rit | RBR SPR 17 | SIL FEA 17 | SIL SPR 15 | HUN FEA 20 | HUN SPR 16 | HOC FEA 11 | HOC SPR Rit | SPA FEA 19 | SPA SPR 18 | MNZ FEA 13 | MNZ SPR 12 | SEP FEA 18 | SEP SPR Rit | YMC FEA Rit | YMC SPR 20 | 2     | 22º |

### Risultati in Formula 2
(legenda) (Le gare in grassetto indicano la pole position) (Le gare in corsivo indicano Gpv)
| Stagione | Team    | 1          | 2          | 3          | 4          | 5          | 6          | 7           | 8          | 9          | 10         | 11         | 12         | 13         | 14         | 15         | 16         | 17         | 18         | 19        | 20         | 21          | 22         | Punti | Pos |
| -------- | ------- | ---------- | ---------- | ---------- | ---------- | ---------- | ---------- | ----------- | ---------- | ---------- | ---------- | ---------- | ---------- | ---------- | ---------- | ---------- | ---------- | ---------- | ---------- | --------- | ---------- | ----------- | ---------- | ----- | --- |
| 2017     | Trident | BHR FEA 19 | BHR FEA 16 | CAT FEA 18 | CAT SPR 18 | MON FEA 14 | MON SPR 11 | BAK FEA Rit | BAK SPR 17 | RBR FEA 18 | RBR SPR 12 | SIL FEA 15 | SIL SPR 18 | HUN FEA 12 | HUN SPR 15 | SPA FEA 11 | SPA SPR 15 | MNZ FEA 12 | MNZ SPR 17 | JER FEA 9 | JER SPR 15 | YMC FEA Rit | YMC SPR 16 | 2     | 23º |

### Risultati nella 24 Ore di Le Mans
| Anno | Team                  | Co-Pilota                 | Vettura         | Classe | Giri | Pos. | Class Pos. |
| ---- | --------------------- | ------------------------- | --------------- | ------ | ---- | ---- | ---------- |
| 2018 | Jackie Chan DC Racing | Jazeman Jaafar Weiron Tan | Oreca 07-Gibson | LMP2   | 361  | 8º   | 4º         |